# Coronel Callan
Coronel Callan es el alias de Costas Georgiou (griego:Κώστας Γιώργιου); (1951 – 10 de julio de 1976), un mercenario griego-chipriota que ganó fama por su papel en la guerra civil angoleña como mercenario al servicio del Frente Nacional por la Liberación de Angola. Fue ejecutado tras el juicio de Luanda por sus actividades durante la guerra civil angoleña. 

## Juventud
Georgiou nació en 1951 en Chipre, cuando la isla era un protectorado colonial británico. En la década de 1960 su familia se trasladó a Londres. Aunque se hicieron ciudadanos británicos, los Georgious y muchos chipriotas que vivieron en el Reino Unido en aquellos años no se identificaron con su nueva patria. Especialmente durante la rebelión de militantes griegos del movimiento Ennosis (unidad) que quisieron anexar la isla con Grecia. 

### Servicio en Irlanda del Norte
A pesar de eso, Georgiou hizo su servicio nacional en 1969 cuándo tenía 18 años con el 1° Batallón, Regimiento de Paracaidistas en Irlanda del Norte. Fue un tirador excelente, sin embargo fue licenciado luego que una corte marcial lo encontrara culpable junto con su amigo Mick Wainhouse de robar una oficina de correos. Aunque posteriormente Georgiou decía que tenía un rango de coronel, él nunca recibió capacitación de oficial militar, y cuándo fue licenciado tenía el grado de cabo.

## Antecedentes geopolíticos y comienzo de actividades como mercenario
En 1975, África estaba sembrada de conflictos internos que abarcaban casi cada estado en el continente, y Portugal había reconocido la independencia de su antigua colonia en Angola y al gobierno alineado con la Unión Soviética del MPLA. El nuevo gobierno buscó y recibió ayuda mediante asesores militares cubanos, tropas y armas para poder pelear contra grupos rivales, que incluían al FNLA que era apoyado por Estados Unidos y a UNITA que era apoyado por Sudáfrica, que recibían algo de fondos de los norteamericanos pero ninguna ayuda militar concreta. Simultáneamente, el FNLA comenzó a reclutar exmilitares británicos y norteamericanos, valiéndose de contactos y agentes en Gran Bretaña y Estados Unidos. Los fondos provenían de varias organizaciones de inteligencia de miembros de la OTAN, incluidas la CIA y el Servicio Secreto francés.
Por esta época Georgiu ya estaba afuera del ejército y trabajaba en la industria de la construcción. Georgiu estaba de novio con una mujer chipriota llamada Rona Angelo, cuyo primo era Charlie Christodoulou que también era un exparacaidista retirado. Un exparacaidista y conocido de Georgiu llamado Nick Hall publicó un aviso ofreciendo los servicios de cuatro exsoldados en calidad de mercenarios al servicio de gobiernos o partidos en África. El grupo estaba compuesto de Hall, Georgiou, Charley Christodolou, y Mick Wainhouse. 
Inicialmente el grupo fue contactado por un exmédico militar británico llamado Donald Belford que había trabajado como voluntario en un grupo de ayuda humanitaria en África algunos años antes. En esa estadía Belford había tratado a varios combatientes angoleños heridos durante las luchas contra los portugueses, durante estos contactos se había ganado su confianza y amistad. Uno de estos amigos era Holden Roberto, líder del FNLA. Luego de la independencia, Belford se convirtió en el emisario oficial de Roberto en Gran Bretaña.

### Vuelta al fuego
Posteriormente Georgiou comenzó a realizar operaciones más propias de un soldado que de alguien que da apoyo a un médico. El cambio comenzó durante una de las batalles en Operación Carlota contra el FNLA en Angola norteña, cuándo, al notar que las tropas del FNLA habían sido quebradas y se encontraban en retirada, tomó un rifle y atacó a los miembros del FAPLA, el ejército del gobierno. Donald Belford recomendó que se nombrara a Georgiou como comandante de la fuerza de mercenarios del FNLA en el frente. Desesperado por modificar el curso de los acontecimientos, Roberto le encargó a Georgiou, o Coronel Callan como se hacía llamar, la dirección de una pequeña fuerza de combatientes portugueses, chiprotes, britaneses, y militantes africanos del FNLA.
Uno de los portugueses, que se apodaba "Madeira" como el famoso vino portugués, era un antiguo campeón de boxeo. Otro, apodado "Little Boy", era luso angoleño oriundo de Malanje y exmiembro del BJR-ELNA, francotirador nato que más tarde se hizo famoso en el 32 batallón sudafricano. Este grupo era sumamente aguerrido con excelentes combatientes, aunque era demasiado pequeño como para lograr una victoria decisiva. Aun así logró acumular un impresionante resultado en su breve campaña como guerrilleros.
En una emboscada sobre una columna del MPLA, la pequeña unidad logró matar a 60 combatientes de un grupo de 600 soldados del MPLA y cubanos, destruir cuatro carros de combate T-34 y cuatro plataformas móviles lanzadoras de cohetes "Katyusha". Impresionado por esta actuación, Holden Roberto envió a Nick Hall de regreso a Gran Bretaña con la orden de reclutar todo un batallón.

### Reino de terror
Callan se dio cuenta rápidamente que la fuerza que le había sido encomendada estaba en muy malas condiciones de aprestamiento. Los africanos de la fuerza nunca habían sido parte de un ejército regular, por lo que no poseían disciplina militar, y los europeos no eran una fuerza homogénea ya que sus orígenes eran muy diversos, y existían problemas de comunicación por la diversidad de idiomas que hablaban. Callan tomó un equipo pequeño de mercenarios, incluyendo los británicos que habían llegado con él y portugueses que admiraban sus conductas extremas, y organizó algunas incursiones y matanzas de tropas africanas. Rápidamente la fuerza comandada por el Coronel Callan se hizo más disciplinada y él la dirigió en una campaña de ataques de sorpresa contra columnas de tanques y lanzacohetes Katyusha cubanos y angoleños. A pesar de su inferioridad en cuanto al número de efectivos y equipamiento militar, el Coronel Callan triunfó en una serie de escaramuzas sangrientas contra el FAPLA y los cubanos, y retrasó su avance por el norte.

### El motín
En una fase de su campaña la fuerza recibió un refuerzo formado por un contingente de mercenarios británicos, pero la mayoría de ellos carecía de experiencia en combate, a lo sumo eran soldados atraídos por la paga o la aventura. Algunos eran personas que se habían ofrecido para trabajos en puestos que no fueran de combate como cocinar o tareas logísticas. 
Un grupo de los nuevos mercenarios intentó una huida luego de un incidente entre ellos. Callan los cazó mientras trataban de huir a la frontera con Zaire Angola, logrando capturar a catorce que luego fueron sumariamente matados y sepultados por Callan y sus seguidores. Los portugueses declararon a la prensa Portuguesa en Lisboa años después que Callan tuvo sus razones para ejecutarlos ya que estos eran traidores y desertores. Según ellos, la imagen de Callan fue exageradamente descrita para presentarlo como un demente. Estos mantuvieron su admiración y fidelidad hacia Callan hasta el último día en que estuvieron a su lado.

## Derrota final, enjuiciamiento y ejecución
Durante uno de las ataques de Callan en 1976 resultó herido en una explosión de un camión cargado de municiones explotado por un RPG lanzado por uno de sus hombres. Callan se escondió en un poblado africano durante varios días con algunos de sus compañeros británicos. Los portugueses salieron en una patrulla de reconocimiento pero no pudieron volver a por él. Se reagruparon con otros soldados del FNLA y se retiraron hacia el Norte ya que conocían bien el terreno. Luego, la línea de la FNLA fue rota. La FAPLA y los cubanos finalmente capturaron al Coronel Callan.
Georgiu fue juzgado en el llamado juicio de Luanda junto con otros 13 mercenarios.
El principal crimen por el que se le condenó fue el asesinato de catorce (¿?) de sus hombres, luego de que supuestamente intentaran desertar. También se le acusó de matar a civiles de Angola o de torturarlos para extraer información de inteligencia sobre movimientos de tropas. Adicionalmente fue acusado de ser "mercenario", un concepto nuevo que la corte angoleña del MPLA consideró eque ra un crimen en sí mismo. 
Pero el crimen que escandalizó a la prensa británica fue la ejecución de los 10 mercenarios británicos (según algunas fuentes 14) acusados de amotinamiento. Además el «Coronel Callan» había dado muestras de extremo sadismo y crueldad para con sus tropas durante la guerra angoleña. La Corte encontró culpable a Georgiou de los cargos en su contra, condenándole a morir ejecutado por un pelotón de fusilamiento el 10 de julio de 1976.

## Significado
En Gran Bretaña, Callan fue considerado un símbolo del imperialismo británico. Políticos izquierdistas manifestaron su descontento, diciendo que aunque Gran Bretaña había salido de las colonias, algunos aventureros irresponsables como Callan todavía hacían daño a la imagen de gran Bretaña en el mundo desarrollado. El asesinato de 14 de sus combatientes, aunque fue en estricto una respuesta a una amenaza a su vida, fue un escándalo en Gran Bretaña, y se llevó a cabo una investigación de las personas conectadas al caso, como Nick Hall, quien había sido el encargado de reclutar a los mercenarios.